# Wereldkampioenschappen kunstschaatsen 1925
De Wereldkampioenschappen kunstschaatsen 1925 werden gevormd door drie toernooien die door de Internationale Schaatsunie werden georganiseerd.
Voor de vrouwen was het de dertiende editie. Dit kampioenschap vond plaats op 31 januari en 1 februari in Davos, Zwitserland. Davos was de eerste stad die voor de zevende keer als gaststad optrad voor een WK toernooi. Zwitserland was het eerste land dat voor de achtste keer als gastland optrad, in 1914 was Sankt Moritz gaststad.
Voor de mannen was het de 23e editie, voor de paren de elfde. Deze twee kampioenschappen vonden plaats op 14 en 15 februari in Wenen, Oostenrijk. Wenen was voor de vijfde keer gaststad voor een WK toernooi, Oostenrijk voor de zesde keer het gastland, in 1908 was Troppau gaststad.

## Deelname
Er namen deelnemers uit zes landen deel aan deze kampioenschappen. Zij vulden 17 startplaatsen in. Voor het eerst namen er vertegenwoordigers uit Tsjechoslowakije en Zwitserland aan een WK toernooi deel. De landen waren het elfde en twaalfde land waarvan ten minste een deelnemer aan een van de WK kampioenschappen deelnam.
(Tussen haakjes het totaal aantal startplaatsen in de drie toernooien.)
| Oostenrijk (9) Weimarrepubliek (2) Tsjecho-Slowakije (2) | Verenigd Koninkrijk (2) Frankrijk (1) Zwitserland (1) |

## Medailleverdeling
Bij de mannen stonden voor het eerst drie landgenoten op het erepodium. Van dit trio werd Wily Böckl de achtste man die de wereldtitel veroverde en de derde Oostenrijker, hij behaalde bij zijn zesde deelname zijn zesde medaille, in 1913, 1923 en 1924 werd hij tweede, in 1914 en 1922 derde. De kampioen van 1912, 1913 en 1923, Fritz Kachler, eindigde als tweede, hij behaalde bij zijn zevende deelname zijn zevende medaille, in 1911 werd hij derde en in 1914 en 1922 ook tweede. Otto Preissecker behaalde zijn eerste medaille.
Bij de vrouwen prolongeerde Herma Szabo (inmiddels Jaross-Szabo geheten) de wereldtitel. Het was haar vierde titel oprij, ze evenaarde hiermee de prestatie van de Hongaarse Lily Kronberger die deze prestatie van 1908-1911 leverde. Ellen Brockhöft behaalde net als in 1924 de zilveren medaille, het was ook haar tweede medaille. WK debutante Elisabeth Bockel eindigde als derde.
Bij de paren werd het paar Jaross-Szabo / Wrede het zesde paar dat de wereldtitel veroverde en het derde Oostenrijkse paar. Herma Szabo was hiermee de eerste persoon die twee wereldtitels in hetzelfde jaar veroverde. Het debuterende paar Joly / Brunet op plaats twee (tijdens de Spelen van 1924 de bronzenmedaillewinnaars) behaalden de eerste medaille voor Frankrijk op een van de WK kampioenschappen. Het debuterende paar Scholz / Kaiser veroverden de bronzen medaille.
| Discipline | Goud                              | Zilver                      | Brons                      |
| ---------- | --------------------------------- | --------------------------- | -------------------------- |
| Mannen     | Willy Böckl                       | Fritz Kachler               | Otto Preissecker           |
| Vrouwen    | Herma Jaross-Szabo                | Ellen Brockhöft             | Elisabeth Bockel           |
| Paren      | Herma Jaross-Szabo / Ludwig Wrede | Andreé Joly / Pierre Brunet | Lilly Scholz / Otto Kaiser |

## Uitslagen
pc = plaatsingcijfer
| #      | naam (deelname)      | land                       | pc |
| ------ | -------------------- | -------------------------- | -- |
| Goud   | Willy Böckl (6)      | Vlag van Oostenrijk        | 8  |
| Zilver | Fritz Kachler (7)    | Vlag van Oostenrijk        | 8  |
| Brons  | Otto Preissecker (2) | Vlag van Oostenrijk        | 14 |
| 4      | Ernest Oppacher (5)  | Vlag van Oostenrijk        | 24 |
| 5      | Josef Slíva          | Vlag van Tsjecho-Slowakije | 27 |
| 6      | Georg Gautschi       | Vlag van Zwitserland       | 27 |
| 7      | Ludwig Wrede (3)     | Vlag van Oostenrijk        | 32 |

| #      | naam (deelname)        | land                                          | pc |
| ------ | ---------------------- | --------------------------------------------- | -- |
| Goud   | Herma Jaross-Szabo (4) | Vlag van Oostenrijk                           | 6  |
| Zilver | Ellen Brockhöft (2)    | Vlag van Duitsland tijdens de Weimarrepubliek | 9  |
| Brons  | Elisabeth Bockel       | Vlag van Duitsland tijdens de Weimarrepubliek | 18 |
| 4      | Kathleen Shaw          | Vlag van Verenigd Koninkrijk                  | 20 |
| 5      | Ethel Muckelt (2)      | Vlag van Verenigd Koninkrijk                  | 22 |

| Er deden vijf paren uit drie landen mee. Alle vijf paren maakten hun debuut op het WK toernooi voor paren. De nieuwe wereldkampioenen, Herma Szabo en Ludwig Wrede namen beide zowel eerder als ook dit jaar individueel aan het WK deel. \| # \| naam (deelname) \| land \| pc \| \| ------ \| --------------------------------------- \| -------------------------- \| ---- \| \| Goud \| Herma Jaross-Szabo (4) Ludwig Wrede (3) \| Vlag van Oostenrijk \| 10 \| \| Zilver \| Andreé Joly Pierre Brunet \| Vlag van Frankrijk \| 10.5 \| \| Brons \| Lilly Scholz Otto Kaiser \| Vlag van Oostenrijk \| 14.5 \| \| 4 \| Gisela Hochhaltinger Georg Pamperl \| Vlag van Oostenrijk \| 17 \| \| 5 \| Else Hoppe Oscar Hoppe \| Vlag van Tsjecho-Slowakije \| 23 \| |                                         |                            |      |
| # | naam (deelname)                         | land                       | pc   |
| Goud | Herma Jaross-Szabo (4) Ludwig Wrede (3) | Vlag van Oostenrijk        | 10   |
| Zilver | Andreé Joly Pierre Brunet               | Vlag van Frankrijk         | 10.5 |
| Brons | Lilly Scholz Otto Kaiser                | Vlag van Oostenrijk        | 14.5 |
| 4 | Gisela Hochhaltinger Georg Pamperl      | Vlag van Oostenrijk        | 17   |
| 5 | Else Hoppe Oscar Hoppe                  | Vlag van Tsjecho-Slowakije | 23   |

Medaillewinnaars

Mannen · 
Vrouwen ·
Paren · 
IJsdansen

 Toernooi

1896 · 
1897 · 
1898 · 
1899 · 
1900 · 
1901 · 
1902 · 
1903 · 
1904 · 
1905 · 
1906 · 
1907 · 
1908 · 
1909 · 
1910 · 
1911 · 
1912 · 
1913 · 
1914 · 
1915-1921 · 
1922 · 
1923 · 
1924 · 
1925 · 
1926 · 
1927 · 
1928 · 
1929 · 
1930 · 
1931 · 
1932 · 
1933 · 
1934 · 
1935 · 
1936 · 
1937 · 
1938 · 
1939 ·
1940-1946 · 
1947 · 
1948 · 
1949 · 
1950 · 
1951 · 
1952 · 
1953 · 
1954 · 
1955 · 
1956 · 
1957 · 
1958 · 
1959 · 
1960 · 
1961 · 
1962 · 
1963 · 
1964 · 
1965 · 
1966 · 
1967 · 
1968 · 
1969 · 
1970 · 
1971 · 
1972 · 
1973 · 
1974 · 
1975 · 
1976 · 
1977 · 
1978 · 
1979 · 
1980 · 
1981 · 
1982 · 
1983 · 
1984 · 
1985 · 
1986 · 
1987 · 
1988 · 
1989 · 
1990 · 
1991 · 
1992 · 
1993 · 
1994 · 
1995 ·
1996 · 
1997 · 
1998 · 
1999 · 
2000 · 
2001 · 
2002 · 
2003 · 
2004 · 
2005 · 
2006 ·
2007 ·
2008 ·
2009 ·
2010 ·
2011 ·
2012 ·
2013 ·
2014 ·
2015 ·
2016 ·
2017 ·
2018 ·
2019 · 
2020 · 
2021 ·
2022 ·
2023 ·
2024

 ISU-kampioenschappen

WK kunstschaatsen junioren ·
EK kunstschaatsen ·
Viercontinentenkampioenschap ·
Olympische Spelen